# Dekle za šivalnim strojem (Hopper)
Dekle pri šivalnem stroju (angleško Girl at Sewing Machine) je slika olje na platnu ameriškega umetnika Edwarda Hopperja, ki je nastala leta 1921 in je zdaj v muzeju Thyssen-Bornemisza v Madridu v Španiji. V središču urbanega domačega interierja je mlada ženska z dolgimi lasmi, ki praktično skrivajo njen obraz, ob oknu zatopljena v delo na šivalnem stroju, obrnjena proti oknu na lep sončen dan. Zdi se, da je lokacija mesto New York, kot je razvidno iz rumenih opek v oknu. Zunanja razgledna točka, čeprav je prisotna, le pomaga pri postavitvi notranje dejavnosti v perspektivo.
Je ena prvih Hopperjevih številnih 'okenskih slik'. Hopperjeva ponavljajoča se odločitev, da postavi mlado žensko pred njeno šivanje, odražala njegov pogled na osamljenost.
Slika je bila navdih za istoimensko pesem pisateljice Mary Leader.

## Analiza
Ta preprost dnevni prizor, sestavljen v slogu nizozemskega interierja, značilnega za nizozemsko šolo 17. stoletja, napoveduje temo, ki se bo ponavljala v Hopperjevem poznejšem delu: samota (tukaj podprta s koncentracijo pri delu v notranjosti osebnega) za poudarjanje odtujenost človeških bitij.
Umetnostni zgodovinar Lloyd Goodrich povzema stališče ameriškega realističnega slikarja takole:
»Namesto subjektivnosti nova vrsta objektivnosti; namesto abstrakcije čisto figurativna umetnost; namesto mednarodnih vplivov umetnost, ki temelji na ameriškem življenju. »